# سمیرا سمیعی
سمیرا سمیعی مدیربرنامه ورزشی و کارآفرین اهل ایران است.

او تنها ایجنت زن بوندس‌لیگا است و تا کنون مدیربرنامهٔ افرادی همچون لوتار ماتئوس، پر مرته‌ساکر، آندریاس برمه، آرمین فه، آدریانو بوده است.

او که به ۶ زبان آلمانی، فارسی، ایتالیایی، انگلیسی، اسپانیایی و فرانسوی مسلط است همسر سابق مهدی مهدوی‌کیا است که خبر جدایی این دو پیش از جام جهانی ۲۰۰۶، در نهایت موجب جدایی و طلاق وی از مهدوی‌کیا شد.